# Messery
Messery – miejscowość i gmina we Francji, w regionie Owernia-Rodan-Alpy, w departamencie Górna Sabaudia.
Według danych na rok 1990 gminę zamieszkiwało 1145 osób, a gęstość zaludnienia wynosiła 124 osób/km² (wśród 2880 gmin regionu Rodan-Alpy Messery plasuje się na 709. miejscu pod względem liczby ludności, natomiast pod względem powierzchni na miejscu 1182.).